# David Andelman
David Andelman (en hebreo: דוד אנדלמן‎; Bucarest, 17 de octubre de 1955) es un físico teórico rumano-israelí mejor conocido por sus contribuciones a la materia blanda y la biofísica.

## Biografía
Recibió su doctorado en física en 1984 por el Instituto de Tecnología de Massachusetts y luego pasó un año como becario Joliot Curie en el Collège de France en París bajo la dirección de Pierre-Gilles de Gennes, y dos años como becario postdoctoral en Exxon Research Corporate Laboratories (ahora CSR, ExxonMobil) en Clinton, Nueva Jersey. 
En 1987 se incorporó a la facultad de la Universidad de Tel Aviv y entre 2011 y 2015 se desempeñó como presidente de su Escuela de Física y Astronomía. Actualmente se desempeña como profesor Moyses Nussenzveig de Física Estadística en la Facultad de Física y Astronomía de la Universidad de Tel Aviv.
Es miembro de la Sociedad Estadounidense de Física, obtuvo el Premio Bourke en 2003 otorgado por la Royal Society of Chemistry, y el Premio Humboldt 2002.

## Investigación
Utiliza teorías y modelos de la física para estudiar la materia condensada blanda y los sistemas de física biológica a escala molecular. En los últimos años, sus intereses se dedican a la comprensión de los efectos electrostáticos en materia blanda y bio: soluciones iónicas (electrolitos), polímeros cargados (polielectrolitos) y biomembranas cargadas. Otra línea de investigación está dedicada al autoensamblaje dirigido de copolímeros en bloque, sus patrones y aplicaciones en nanolitografía. Es coeditor de varias series de libros sobre materia blanda y biológica.